# 이성렬
이성렬(李成烈, 1926년 8월 5일 ~ 2020년 11월 2일)은 대한민국의 법조인이다. 
1926년 전라남도 담양군 출생. 제5회 고등고시 사법과에 합격하여 대전지방법원장, 광주지방법원장을 지냈고 1981년 4월부터 1985년 1월까지 대법원 판사를 지냈다. 1985년 1월 대법원 판사 사임 후 1985년 2월 12대 총선에 출마해 당선되어 12대 국회의원을 지냈고 헌법재판소 재판관을 역임하였다.

## 학력
- 조선대학교 법정대학
- 조선대학교 대학원 정치학 석사

## 역대 선거 결과
| 실시년도 | 선거   | 대수 | 직책     | 선거구 | 정당       | 득표수      | 득표율          | 순위        | 당락 | 비고 |
| -------- | ------ | ---- | -------- | ------ | ---------- | ----------- | --------------- | ----------- | ---- | ---- |
| 1985년   | 총선   | 12대 | 국회의원 | 전국구 | 민주정의당 | 7,040,477표 | \| \| 35.25% \| | 전국구 16번 |      | 초선 |
|          | 35.25% |      |          |        |            |             |                 |             |      |      |